# Bangoua (Côte d'Ivoire)
Pour l’article homonyme, voir Bangoua.
Bangoua  est une localité de l'est de la Côte d'Ivoire, et appartenant au département d'Agnibilékrou, Région du Moyen-Comoé. La localité de Bangoua est un chef-lieu de commune.